# جان کلیتون (بازیکن فوتبال، زاده ۱۹۶۱)
جان کلیتون (انگلیسی: John Clayton؛ زادهٔ ۲۰ اوت ۱۹۶۱) بازیکن فوتبال اهل بریتانیا است.
از باشگاه‌هایی که در آن بازی کرده‌است می‌توان به باشگاه فوتبال فورتونا سیتارد، باشگاه فوتبال دربی کانتی، باشگاه فوتبال ترانمره راورز، باشگاه فوتبال چسترفیلد، باشگاه فوتبال ولندام، باشگاه فوتبال پلیموث آرگیل، و باشگاه فوتبال برنلی اشاره کرد.